# Zarzęcin
Zarzęcin [pronunciación en polaco: /zaˈʐɛnt͡ɕin/] es un pueblo ubicado en el distrito administrativo de Gmina Mniszków, dentro del condado de Opoczno, Voivodato de Łódź, en el centro de Polonia. Se encuentra a unos 9 kilómetros al noroeste de Mniszków, a 25 kilómetros al oeste de Opoczno, y a 52 kilómetros al sureste de la capital regional Łódź.